# 束缚态
量子力学中，如果一个粒子在某势场中被约束在一个或几个空间区域内，则称粒子处于束缚态（英語：bound state）。如果势场在无穷远处趋于零，则负能量态一定是束缚态。束缚态粒子的能谱是离散的，而自由粒子的能谱是连续的。